# العلاقات الصومالية الكونغوية
العلاقات الصومالية الكونغولية هي العلاقات الثنائية التي تجمع بين الصومال وجمهورية الكونغو.

## مقارنة بين البلدين
هذه مقارنة عامة ومرجعية للدولتين:
| وجه المقارنة                                              | الصومال                        | [[تصنيف:صفحات تستخدم رمز علم غير موجود\|]] جمهورية الكونغو |
| --------------------------------------------------------- | ------------------------------ | ---------------------------------------------------------- |
| المساحة (كم2)                                             | 637.66 ألف                     | 342.00 ألف                                                 |
| عدد السكان (نسمة)                                         | 14.74 مليون                    | 5.26 مليون                                                 |
| الكثافة السكانية (ن./كم²)                                 | 23.12                          | 15.38                                                      |
| العاصمة                                                   | مقديشو                         | برازافيل                                                   |
| اللغة الرسمية                                             | اللغة الصومالية، اللغة العربية | لغة فرنسية                                                 |
| العملة                                                    | شلن صومالي                     | فرنك وسط أفريقي                                            |
| الناتج المحلي الإجمالي (بليون دولار)                      | 7.37 مليار                     | 8.72 مليار                                                 |
| الناتج المحلي الإجمالي (تعادل القوة الشرائية) بليون دولار |                                | 29.48 مليار                                                |
| الناتج المحلي الإجمالي الاسمي للفرد دولار أمريكي          | 549                            | 1.85 ألف                                                   |
| الناتج المحلي الإجمالي للفرد دولار أمريكي                 |                                |                                                            |
| مؤشر التنمية البشرية                                      |                                | 0.591                                                      |
| رمز المكالمات الدولي                                      | +252                           | +242                                                       |
| رمز الإنترنت                                              | .so                            | .cg                                                        |
| المنطقة الزمنية                                           | ت ع م+03:00                    | ت ع م+01:00                                                |

## منظمات دولية مشتركة
يشترك البلدان في عضوية مجموعة من المنظمات الدولية، منها:
| علم المنظمة | اسم المنظمة                                 | تاريخ انضمام الصومال | تاريخ انضمام جمهورية الكونغو |
| ----------- | ------------------------------------------- | -------------------- | ---------------------------- |
|             | البنك الدولي للإنشاء والتعمير               | 31 أغسطس 1962        | 10 يوليو 1963                |
|             | يونسكو                                      | 15 نوفمبر 1960       | 24 أكتوبر 1960               |
|             | البنك الإفريقي للتنمية                      | ?                    | ?                            |
|             | منظمة الشرطة الجنائية الدولية               | ?                    | ?                            |
|             | مؤسسة التمويل الدولية                       | 31 أغسطس 1962        | 1 أكتوبر 1980                |
|             | الأمم المتحدة                               | 20 سبتمبر 1960       | 20 سبتمبر 1960               |
|             | الاتحاد الأفريقي                            | ?                    | ?                            |
|             | مجموعة دول أفريقيا والكاريبي والمحيط الهادئ | ?                    | ?                            |
|             | مؤسسة التنمية الدولية                       | 31 أغسطس 1962        | 8 نوفمبر 1963                |
|             | الفريق المعني برصد الأرض                    | ?                    | ?                            |
|             | منظمة حظر الأسلحة الكيميائية                | ?                    | ?                            |
|             | المركز الدولي لتسوية المنازعات الاستشارية   | 30 مارس 1968         | 14 أكتوبر 1966               |

## وصلات خارجية
- موقع وزارة الخارجية الصومالية